# Pfaffenhofen an der Roth

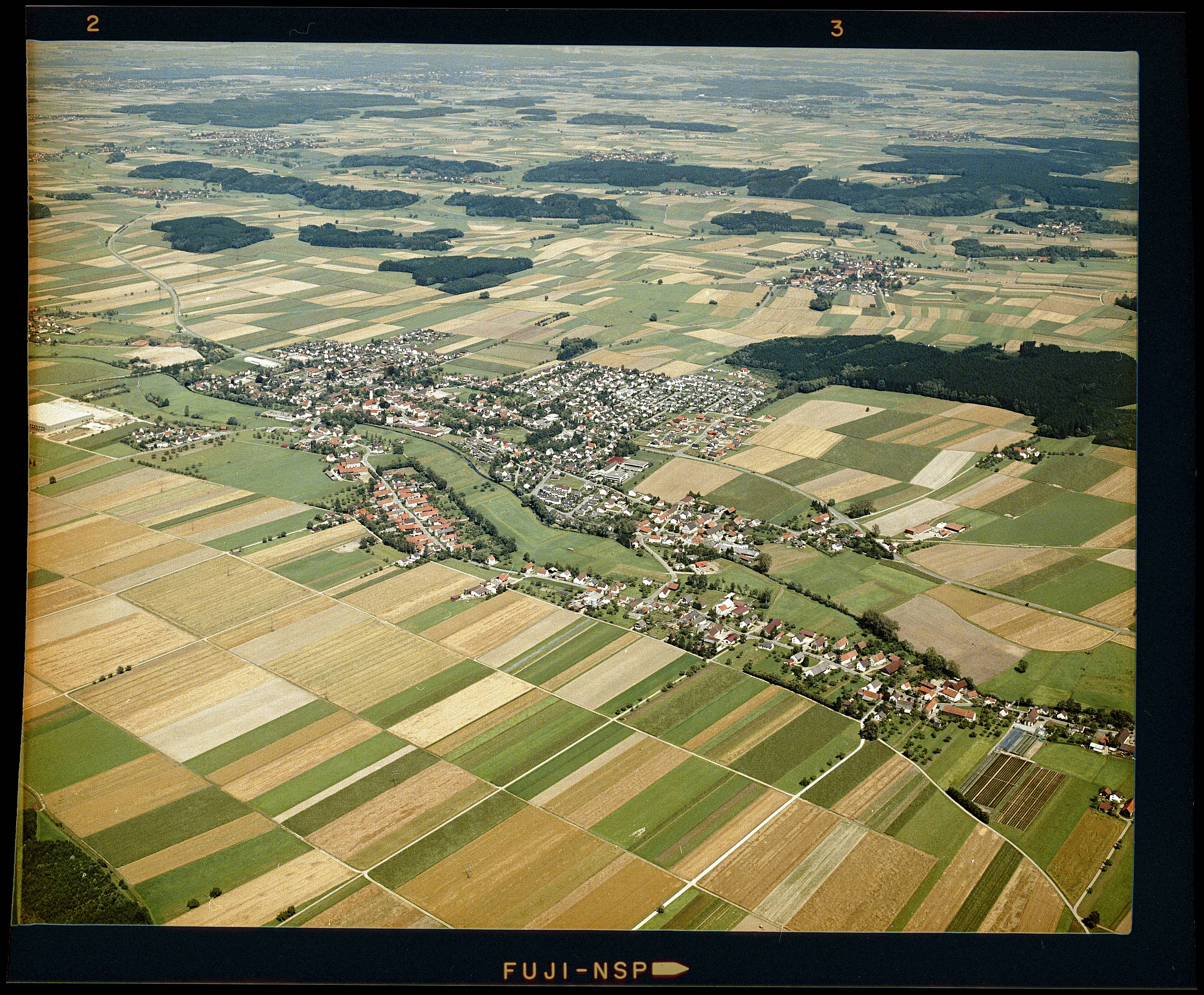
Luftbild von Pfaffenhofen an der Roth (1985)

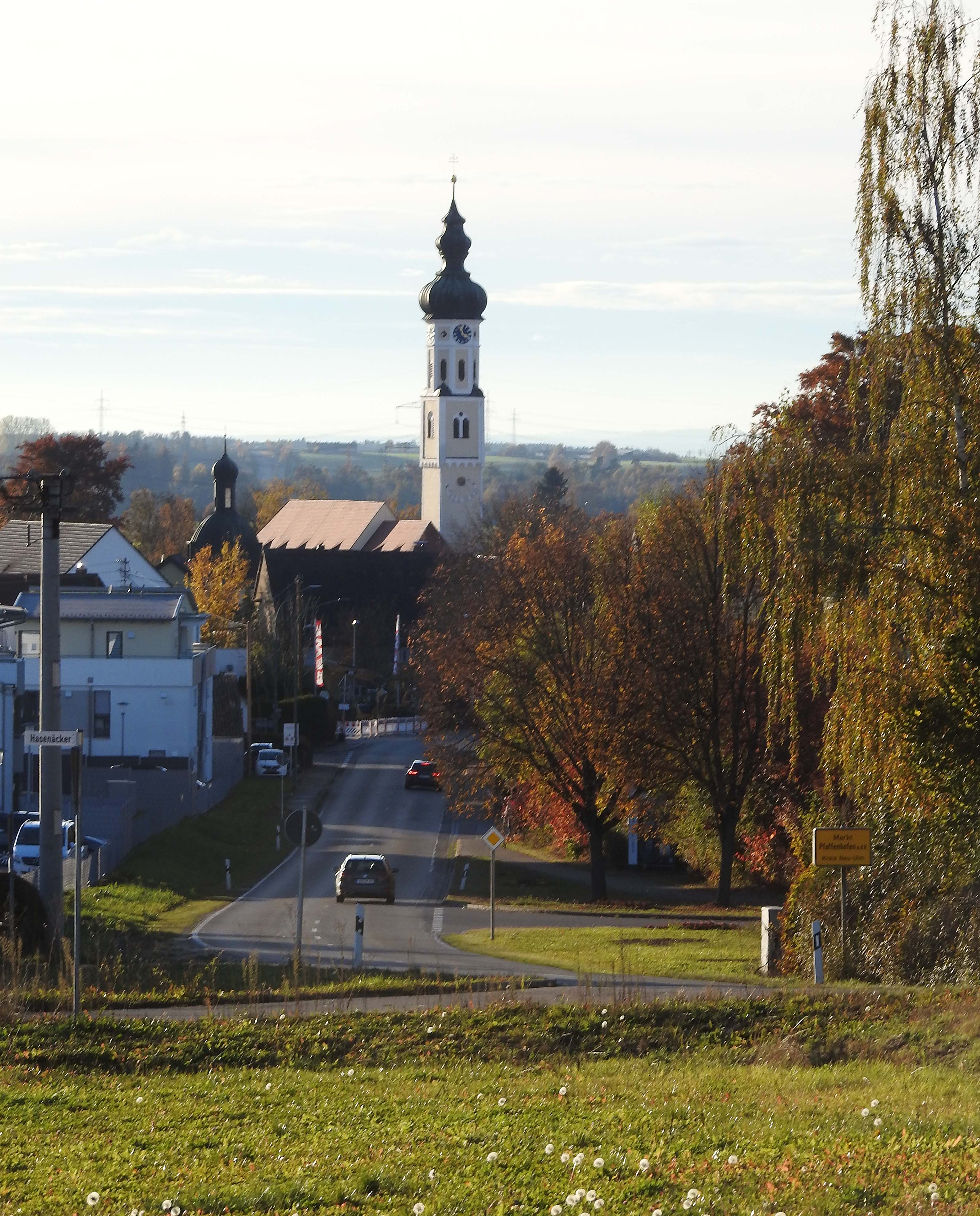
Pfaffenhofen an der Roth – Ortseingang von Osten

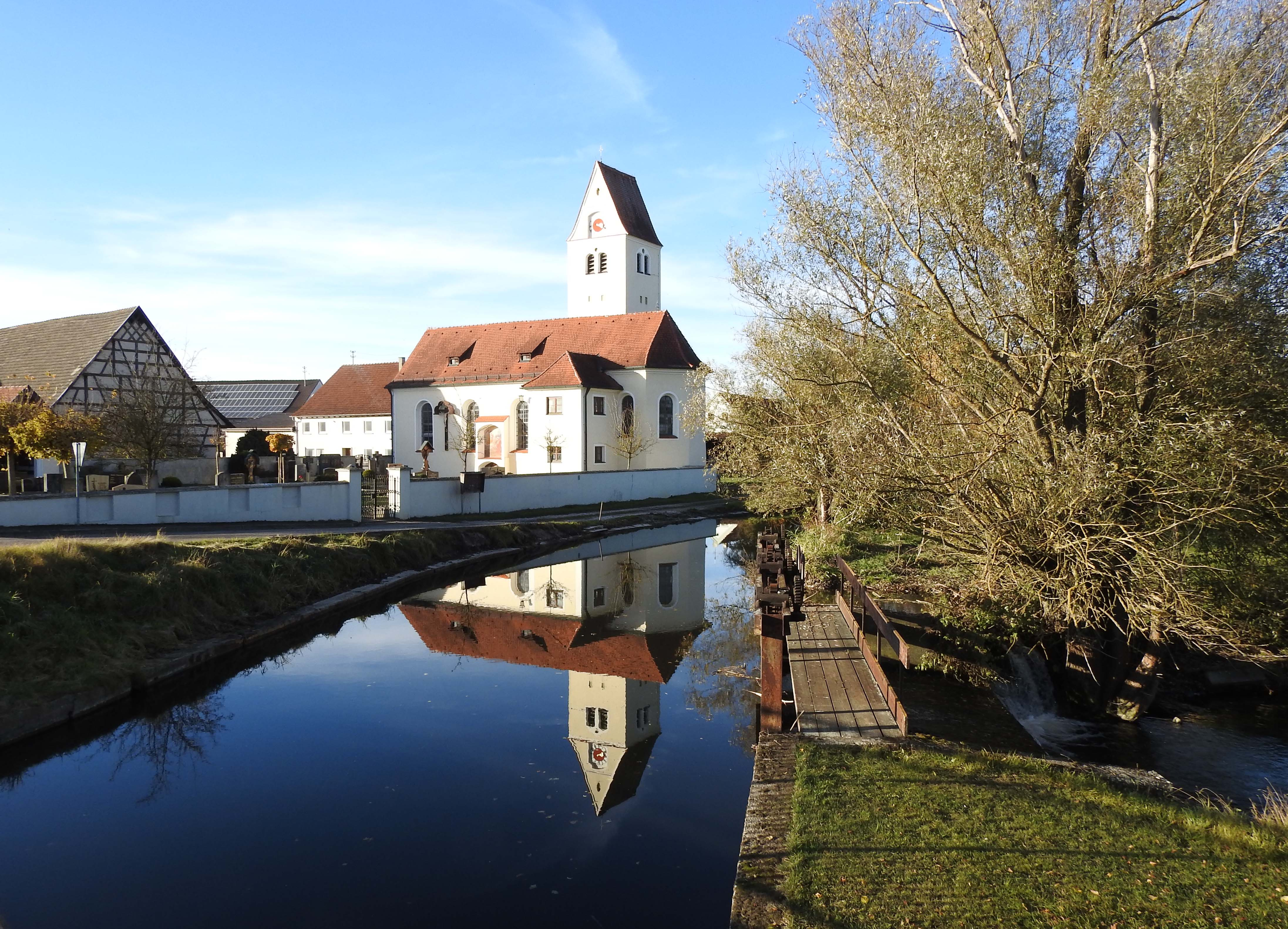
Kirche St. Michael in Remmeltshofen

Pfaffenhofen an der Roth (amtlich Pfaffenhofen a.d.Roth) ist ein Markt im bayerisch-schwäbischen Landkreis Neu-Ulm und der Sitz der Verwaltungsgemeinschaft Pfaffenhofen an der Roth.

## Geografie

### Lage
Pfaffenhofen liegt in der Region Donau-Iller in Mittelschwaben im Tal der Roth, 16 km südöstlich von Ulm und 45 km nördlich von Memmingen.

### Nachbargemeinden
Pfaffenhofen grenzt an folgende Gemeinden (im Uhrzeigersinn, beginnend im Norden): Nersingen, Bibertal, Ichenhausen, gemeindefreies Gebiet Stoffenrieder Forst, Weißenhorn, Senden, Neu-Ulm und Holzheim.

### Gemeindegliederung
Die Marktgemeinde besteht aus 15 Gemeindeteilen auf 11 Gemarkungen:
| Gemarkung                | Gemeindeteil             | Ortstyp   |
| ------------------------ | ------------------------ | --------- |
| Balmertshofen            | Balmertshofen            | Kirchdorf |
| Berg                     | Berg                     | Dorf      |
| Beuren                   | Beuren                   | Pfarrdorf |
| Biberberg                | Biberberg                | Kirchdorf |
| Erbishofen               | Erbishofen               | Dorf      |
| Kadeltshofen             | Kadeltshofen             | Pfarrdorf |
| Kadeltshofen             | Remmeltshofen            | Kirchdorf |
| Niederhausen             | Niederhausen             | Kirchdorf |
| Pfaffenhofen an der Roth | Pfaffenhofen an der Roth | Hauptort  |
| Erbishofen               | Diepertshofen            | Kirchdorf |
| Raunertshofen            | Raunertshofen            | Kirchdorf |
| Roth                     | Roth                     | Kirchdorf |
| Roth                     | Hirbishofen              | Dorf      |
| Roth                     | Luippen                  | Weiler    |
| Volkertshofen            | Volkertshofen            | Dorf      |

## Geschichte

### Markt Pfaffenhofen
Pfaffenhofen wird erstmals im Jahr 1303 genannt, als Graf Ulrich von Berg seine Grafschaft in Holzheim mit der Burg in Pfaffenhofen an Herzog Friedrich von Österreich um 700 Silbermark (Ulmer Währung) verkaufte. Der Ort erhielt 1474 von Kaiser Friedrich III.  Marktrechte. Die Herrschaft Pfaffenhofen blieb bis 1805 im Besitz der Habsburger, die den Ort unter Vorbehalt der Landeshoheit fast ständig verpfändet hatten. Danach fiel die Landeshoheit mit dem Frieden von Pressburg an Bayern.

### Eingemeindungen
Am 1. Oktober 1969 wurde die Gemeinde Erbishofen eingegliedert. Es handelte sich dabei um die erste Neugliederungsmaßnahme im damaligen Landkreis Neu-Ulm. Am 1. Januar 1972 kamen Balmertshofen, Berg, Biberberg und Volkertshofen hinzu. Am 1. Mai 1978 folgten Beuren, Kadeltshofen (mit Remmeltshofen), Niederhausen, Raunertshofen und Roth (mit Hirbishofen und Luippen).

### Einwohnerentwicklung
Zwischen 1988 und 2019 wuchs der Markt von 5960 auf 7243 um 1283 Einwohner bzw. um 21,5 %.
Ortschaft Pfaffenhofen
- 1700: 0190 Einwohner
- 1835: 0270 Einwohner
- 1900: 0320 Einwohner
- 1939: 0420 Einwohner
- 1946: 0900 Einwohner
- 1959: 1250 Einwohner

Gemeinde Pfaffenhofen (heutiges Gebiet)
- 1950: 4275 Einwohner
- 1961: 4110 Einwohner[6]
- 1970: 4584 Einwohner[6]
- 1978: 5350 Einwohner
- 1987: 5897 Einwohner
- 1991: 6229 Einwohner
- 1995: 6653 Einwohner
- 2000: 7000 Einwohner
- 2005: 7092 Einwohner
- 2010: 6965 Einwohner
- 2015: 7171 Einwohner
- 2016: 7210 Einwohner
- 2019: 7243 Einwohner

## Politik

### Gemeinderat
Der Marktgemeinderat hat 20 Mitglieder zuzüglich des Bürgermeisters. Die vergangenen Kommunalwahlen ergaben folgende Sitzverteilungen:
|       | CSU | SPD | Grüne | FWG | WG Roth-Berg | WG Biberberg-Balmertshofen | Gesamt0  |
| ----- | --- | --- | ----- | --- | ------------ | -------------------------- | -------- |
| 2002  | 9   | 5   | –     | 3   | 2            | 1                          | 20 Sitze |
| 2008  | 8   | 5   | –     | 4   | 2            | 1                          | 20 Sitze |
| 02014 | 8   | 4   | 1     | 4   | 2            | 1                          | 20 Sitze |
| 02020 | 7   | 3   | 2     | 5   | 2            | 1                          | 20 Sitze |

### Bürgermeister
Erster Bürgermeister ist Sebastian Sparwasser (parteilos). Er wurde bei der Bürgermeisterwahl im März 2020 gewählt, bei der sich der bisherige Bürgermeister Josef Walz (CSU), der seit 1990 im Amt war, nicht mehr zur Wahl stellte.

### Wappen
| Wappen von Pfaffenhofen an der Roth | Blasonierung: „In Blau auf grünem Hügel ein runder, torloser silberner Zinnenturm.“ |
| Wappen von Pfaffenhofen an der Roth |                                                                                     |

## Kultur und Sehenswürdigkeiten

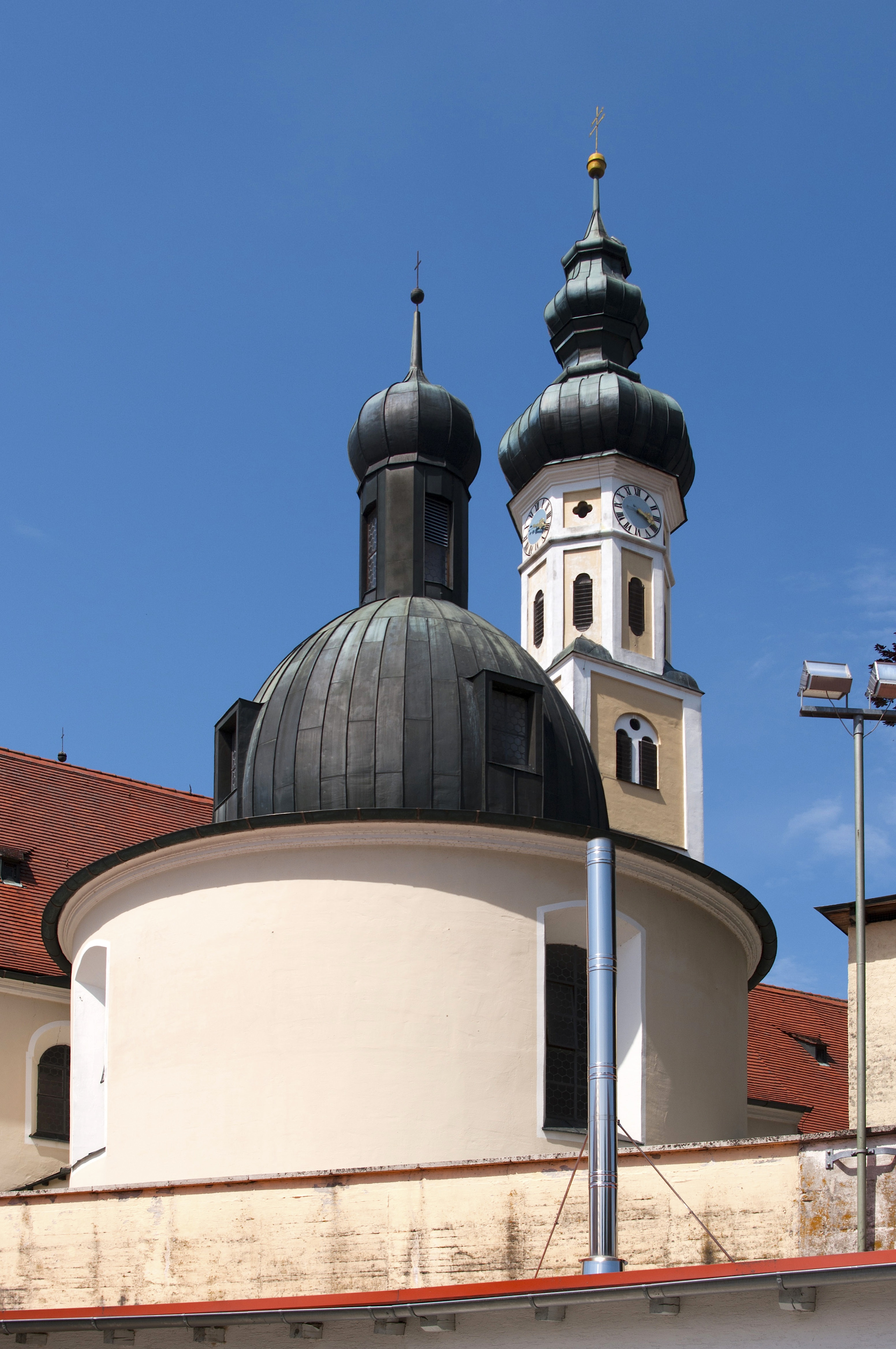
Pfarrkirche St. Martin Pfaffenhofen

Im Osten von Pfaffenhofen liegt der Wallfahrtsort Marienfried.

### Museen
- Hermann-Köhl-Museum im Rathaus

### Regelmäßige Veranstaltungen
- Winterzauber Sportverein (05. Januar)
- Faschingsumzug (Faschingssonntag)
- Radlerbiergarten Sportverein (1. Mai)
- Marktfest (Anfang Juli)
- Marktlauf (Anfang Oktober)
- Pubfest (Juli)

## Wirtschaft und Infrastruktur

### Verkehr
In Pfaffenhofen kreuzen sich die Staatsstraßen 2020 und 2021. Des Weiteren ist der Ort mit den umliegenden Gemeinden über die Kreisstraße NU 3 verbunden. Der Donau-Iller-Nahverkehrsverbund mit Busverbindungen in die umliegenden Orte und Städte bindet den Ort an den öffentlichen Personennahverkehr an. Die nächstliegenden Flughäfen finden sich in München, Stuttgart und Memmingen.

### Ansässige Unternehmen
- Wilhelm Egle GmbH
- Kräss Glascon
- MS-Zinn
- NewTec
- Druxdrauf
- Südwest-Elektronik GmbH & Co. KG

### Bildung
- Hermann-Köhl-Volksschule (Grund- und Hauptschule)

## Persönlichkeiten

### Söhne und Töchter der Gemeinde
- Elisabetha Gaßner (1747–1788), genannt die Schwarze Lies; Diebin, Dirne und Sacklangerin
- Martin Span (1757–1840), österreichischer Pädagoge und Autor
- Ludwig Seitz (1872–1961), Gynäkologe und Geburtshelfer
- Fritz Kling (1879–1941), geboren in Beuren, Reichstagsabgeordneter (Deutsche Bauernpartei)
- Franz Fischer (1889–1962), Staatssekretär, geboren in Kadeltshofen
- Hans Adalbert Schweigart (1900–1972), geboren in Biberberg, Chemiker und Ernährungswissenschaftler
- Friedrich Wagner (* 1943), Physiker
- Konrad Riggenmann (* 1952), Lehrer und Autor

### Personen, die mit der Gemeinde verbunden sind
- Hermann Köhl (1888–1938), Flugpionier, verbrachte die letzten Lebensjahre im Heimatort seiner Mutter
- Siegfried Hupfauer (* 1941), Bergsteiger, er lebt im Ortsteil Beuren

### Ehrenbürger
- Erwin Bürzle, Bürgermeister[11]
- Franz Fischer, Staatssekretär
- Franz S. Haltenberger, Pfarrer
- Martin Humpf, Pfarrer
- Hermann Köhl (1888–1938), Flugpionier
- Wilhelm Köhl (1859–1942), Generalleutnant
- Josef Matzke (1901–1979), Päpstlicher Hausprälat und Heimatforscher
- Franz Rupp (1887–1966), Kommunalpolitiker, Ehrenbürger seit 1960[12]
- Herbert Schörnig, Kommunalpolitiker
- Ludwig Seitz (1872–1961), Medizinprofessor und -forscher, Ehrenbürger seit 1942[13]
- Anton Sontheimer (* 1872), Sanitätsrat, Ehrenbürger seit 1926[14]
- Meinrad Stetter (1907–1967), Bürgermeister von 1957 bis 1967